# Mittenothamnium subobscurum
Mittenothamnium subobscurum är en bladmossart som beskrevs av Jules Cardot 1913. Mittenothamnium subobscurum ingår i släktet Mittenothamnium och familjen Hypnaceae. Inga underarter finns listade i Catalogue of Life.